# Stanley Benham
Pour les articles homonymes, voir Benham.
Stanley Delong Benham, né le 21 décembre 1913 à Lake Placid (New York) et mort le 22 avril 1970 à Miami (Floride), est un bobeur américain.

## Palmarès

### Jeux olympiques
- Jeux olympiques de 1952 à Oslo
  -  Médaille d'argent en bob à 2.
  -  Médaille d'argent en bob à 4.

### Championnats du monde
- Championnats du monde de bobsleigh 1949 à Lake Placid
  -  Médaille d'or en bob à 4.

- Championnats du monde de bobsleigh 1950 à Cortina d'Ampezzo
  -  Médaille d'or en bob à 4.
  -  Médaille d'argent en bob à 2.

- Championnats du monde de bobsleigh 1951 à L'Alpe d'Huez
  -  Médaille d'argent en bob à 2.
  -  Médaille d'argent en bob à 4.

- Championnats du monde de bobsleigh 1954 à Cortina d'Ampezzo
  -  Médaille de bronze en bob à 2.

- Championnats du monde de bobsleigh 1961 à Lake Placid
  -  Médaille d'argent en bob à 4.